# 코스모스 팩토리 (밴드)
코스모스 팩토리(コスモスファクトリー, Cosmos Factory)는 일본의 프로그레시브 록 밴드이다.

## 개요
68년 키보드 시미즈 츠토무가 나고야에서 '더 사일런서'를 결성. 73년 콜럼비아 재팬에서 1집 トランシルバニアの古城을 내면서 밴드명을 코스모스 팩토리로 바꾸었다.
74년 2집, 76년 3집을 낸다. 이 즈음 험블 파이 무디 블루스의 오프닝을 맡기도 한다. 77년 4집을 내고 해산.
2001년 후신 밴드인 텐숀(天志音)을 결성해 나고야에서 다시 공연을 시작했다.

## 앨범
1. トランシルバニアの古城(1973年)
2. 謎のコスモス号(1975年)
3. Black Hole(1976年)
4. 嵐の乱反射(1977年)